# Dietmar Arno Salamon
Dietmar Arno Salamon (Bremen, 7 de março de 1953) é um matemático alemão. É desde 1998 professor de matemática do Instituto Federal de Tecnologia de Zurique.
Obteve um doutorado em 1982 na Universidade de Bremen, com a tese On Control and Observation of Neutral Systems, orientado por Diederich Hinrichsen.
Em 1994 foi palestrante convidado (Invited Speaker) no Congresso Internacional de Matemáticos (ICM) em Zurique (Lagrangian intersections, 3-manifolds with boundary and the Atiyah-Floer conjecture). É fellow da American Mathematical Society. Recebeu em 2017 o Prêmio Leroy P. Steele por divulgação da matemática por seu livro com Dusa McDuff J-holomorphic curves and symplectic topology.